# Dominique de Saint Mars
Pour les articles homonymes, voir Saint Mars.
Dominique de Saint Mars, née au Maroc le 29 mai 1949, est une scénariste et autrice pour la jeunesse.

## Biographie
Née au Maroc, elle vit à Paris. Elle est mariée à Renaud de Saint Mars et a deux fils et deux petits-enfants.

## Carrière
Après des études en sociologie, elle est journaliste pour Astrapi aux éditions Bayard-Presse de 1981 à 1996. 
En parallèle d’Astrapi, elle mène de nombreuses activités sur des sujets concernant la famille, l'éducation, la santé, la sexualité. En 1989, elle anime une rubrique " Dis-moi pourquoi ? " dans l'émission La Planète des enfants sur RFI. En 1990, elle travaille à une brochure parents-enfants pour le secrétariat d'État à la famille, sur la prévention des abus sexuels. Le « Permis de prudence » sera diffusé dans toutes les écoles par l’INPES (Institut National de Police Scientifique). 
Elle est marraine d’un journal « D’ICI »  fait par les enfants autistes de l'IME de La Bourguette, à La Tour-d'Aigues.
Elle publie à Bayard Editions une série autour de l'éducation sexuelle à travers la vie quotidienne de deux héros récurrents, Alice et Martin[Quand ?]. Elle écrit deux brochures sur la leucémie destinée à des hôpitaux[Quand ?].
En 1992, elle crée avec le dessinateur Serge Bloch, la série Ainsi va la vie, Max et Lili aux éditions Calligram dirigées par Pascale et Christian Gallimard. Dominique de Saint Mars aborde, avec humour et vérité, les émotions, les problèmes relationnels des enfants et de courageux sujets de société. 
En 1996 pour l’Unesco elle conçoit des affiches pour la Campagne pour la Tolérance. En 1997, elle est nommée par le gouvernement une des marraines de la "Grande Cause Nationale contre la Maltraitance". 
En 2016 Le petit livre pour apprendre à dire Non ! et Le petit livre pour dire Non à la violence sont republiés par Bayard Jeunesse.  
Elle écrit avec l'association suisse Synapsespoir le livret La maman de Tom et Lola ne va pas bien qui explique aux enfants la schizophrénie d’une maman. Cette brochure est distribuée gratuitement sur son blog.  
En 2017, elle réédite avec l’équipe médico-judiciaire de l’hôpital de Dunkerque la brochure de prévention des abus sexuels, Permis de prudence.   
Dominique de Saint Mars a publié plus d’une centaine de livres. Elle écrit des scénarios qui donnent la parole aux enfants, expriment leurs émotions et les incitent au dialogue. En tant qu’autrice et directrice de collection, Dominique de Saint Mars continue aujourd'hui à écrire trois Max et Lili par an ainsi que des produits dérivés. À ce jour[Quand ?], 22 millions d’exemplaires de Max et Lili ont été vendus.

## Distinctions
En 1988, elle reçoit le prix de la Fondation pour l'enfance pour ses scénarios de bandes dessinées dans Astrapi, sur les relations parents-enfants, dessinées par Bernadette Després. 
Engagée dans les causes contre la maltraitance et la souffrance psychique, Dominique de Saint Mars est aujourd’hui marraine de l’Œuvre Falret. 
En 2017, elle est nommée par la ministre de l’Education Nationale chevalier de la Légion d’Honneur, et en 2016 elle est nommée par la ministre de la Culture officier des Arts et des Lettres.
La première bibliothèque française qui porte son nom est à l'école française de Jungle Samui dans l'île de Koh Samui en Thaïlande.
L'école primaire de Hangest-sur-Somme, en France, porte également son nom. 

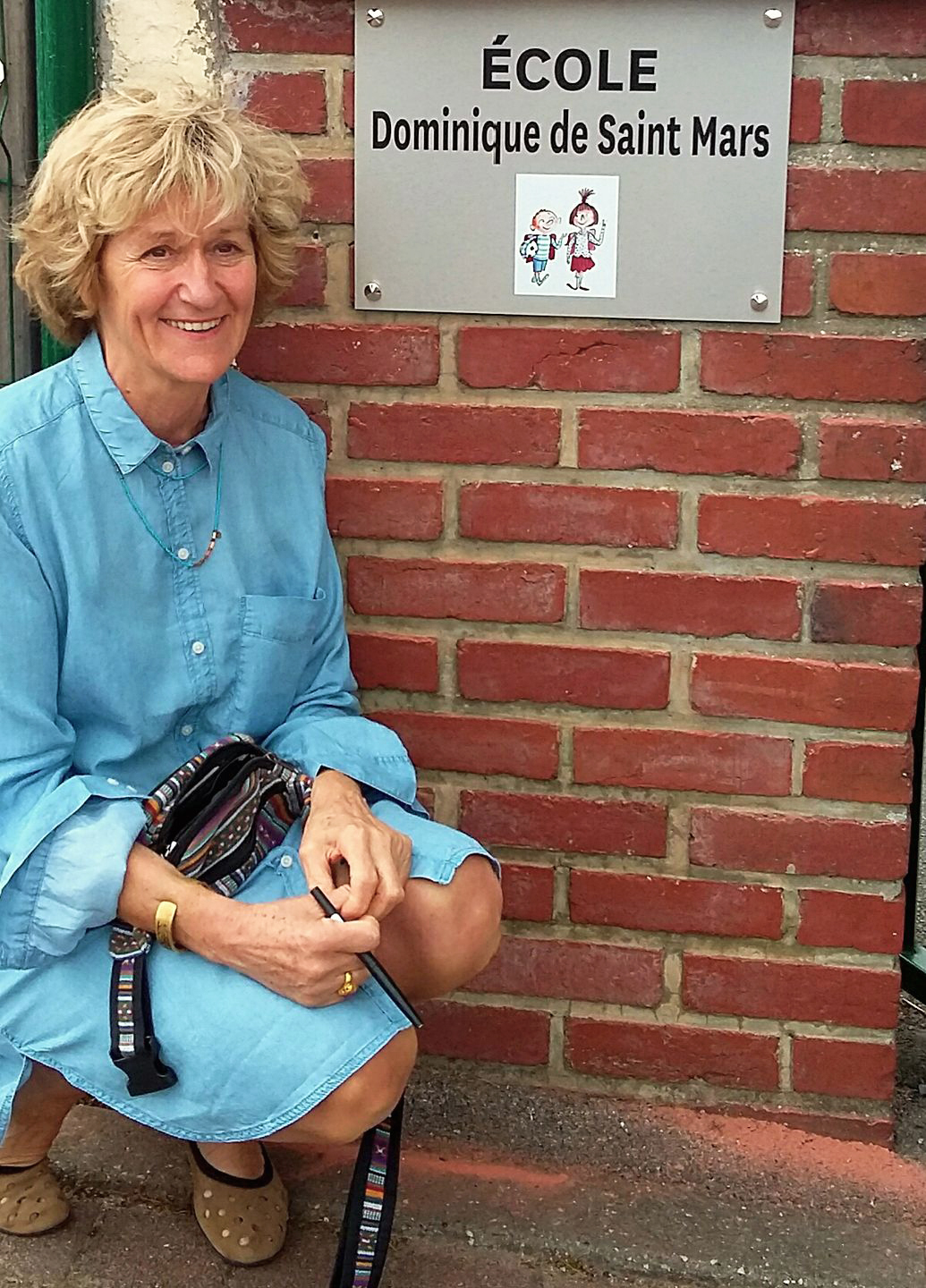